# Denys Drozdz
Pas d'image ? Cliquez ici

a Compétitions nationales et continentales officielles uniquement.

b Matchs officiels uniquement.
Denys Drozdz, né le 12 juin 1985 à Tulle et mort le 5 mars 2023 à Brive-la-Gaillarde, est un joueur français de rugby à XV qui évolue au poste de deuxième ligne (2,03 m pour 101 kg).

## Biographie
À la suite de problèmes d'épilepsie, il cesse sa carrière de joueur à la fin de la saison 2009-2010 et devient entraîneur des Reichels du CA Brive.
Il meurt le 5 mars 2023 à Brive-la-Gaillarde, à l'âge de 37 ans, à la suite d'une maladie.

## Palmarès
- Équipe de France des moins de 21 ans :
  - 2006 : champion du monde en France, 5 sélections[1].
  - 2005 : participation au championnat du monde en Argentine, 3 sélections (Italie, Angleterre, Australie)[réf. nécessaire].
  - 8 sélections en 2004-2005[réf. nécessaire].
- Équipe de France des moins de 19 ans : vice-champion du monde 2004 en Afrique du Sud, 5 sélections (Écosse, pays de Galles, Afrique du Sud, Angleterre, Nouvelle-Zélande)[réf. nécessaire].
- Équipe de France des moins de 18 ans : 3 sélections en 2003 (pays de Galles, Écosse, Angleterre), 1 essai[réf. nécessaire].